# Dancing Brave
Dancing Brave (1983-1999) est un cheval de course pur-sang anglais né aux États-Unis. Représentant la casaque du Prince Khalid Abdullah, entraîné par Guy Harwood et monté par Greville Starkey puis Pat Eddery, il est considéré comme l'un des meilleurs chevaux du XXe siècle et membre du Hall of Fame des courses britanniques.

## Carrière de courses
Acheté yearling à Keenland pour $ 200 000, il remporte deux courses à 2 ans, mais ne prend pas part aux championnats réservés à sa génération. C'est en 1986 qu'il révèle tout son potentiel, après avoir beaucoup mûri durant l'hiver. La rumeur l'annonce phénoménal : le matin, à l'entraînement, il devance facilement les meilleurs chevaux d'âge de l'écurie Harwood. Dancing Brave confirme sa réputation en effectuant une rentrée victorieuse dans les Craven Stakes, course préparatoire aux 2000 Guinées. Dans l'épreuve reine des 3 ans sur le mile, où il s'élance avec le statut de favori, il fait valoir son style pour s'imposer devant le bolide Green Desert. Il est aussitôt installé favori du Derby d'Epsom. Mais un doute subsiste : le poulain, doté d'une accélération hors du commun, peut-il tenir les 2 400 m ?
Oui, Dancing Brave tient la distance classique. Mais ne remporte pas pour autant ce Derby 1986 qu'il n'aurait jamais dû perdre : la faute à son jockey Greville Starkey, qui fit ce jour-là la plus grosse erreur de sa carrière. Maintenant son poulain très loin des leaders de la course, il laisse Shahrastani prendre une confortable avance dans la ligne droite. Lancé beaucoup trop tard et tout à l'extérieur de la piste, Dancing Brave contourne et avale le peloton en un clin d'œil, puis fond sur Shahrastani tel un aigle sur sa proie, au prix d'un rush étourdissant où il fut chronométré en 11,2 secondes sur les derniers 200 m. Las, ce finish extraordinaire ne suffit pas, et le champion échoue à un peu plus d'une encolure de son heureux rival, soulagé de voir le poteau final arriver. Malgré sa bourde, Greville Starkey conserve la monte du poulain pour les Eclipse Stakes où l'opposition est de taille, conduite par la championne française Triptych et Bold Arrangement, le premier Européen à se classer à l'arrivée du Kentucky Derby (deuxième de Ferdinand). Dancing Brave les terrasse l'un comme l'autre, passant le poteau quatre longueurs devant Triptych, causant encore une impression exceptionnelle. 
Pendant ce temps, Shahrastani avait prouvé qu'il n'était pas qu'un derby-winner particulièrement chanceux en s'adjugeant l'Irish Derby par la bagatelle de huit longueurs. Aussi, le cheval de l'Aga Khan devance-t-il Dancing Brave au betting des King George. Sur la piste, le poulain de Khalid Abdullah, désormais monté par Pat Eddery, doit affronter également un autre "Aga Khan" (Shardari), Triptych et Petoski, le tenant du titre. La course se déroule à un train d'enfer et Dancing Brave, caché durant tout le parcours, place encore une fois son finish dévastateur. Il semble devoir s'envoler, mais ne se détache pas vraiment de son poursuivant, Shardari, et ne gagne que par 3/4 de longueur. Si en classe pure il n'a pas d'adversaire, 2 400 m représentent pour lui le bout du monde. Néanmoins, il a prouvé sa tenue et lavé l'affront du Derby, puisque Shahrastani termine cinquième à sept longueurs. 
Afin de bien préparer le Prix de l'Arc de Triomphe, Guy Harwood aligne son protégé au départ des Select Stakes. Greville Starkey fait son retour sur la selle du champion, qui ne fait qu'une bouchée de ses adversaires, l'emportant par dix grandes longueurs, record de la course à la clé. Dans l'Arc, les meilleurs chevaux sont au départ : Triptych, encore et toujours, Bering, époustouflant lauréat du Prix du Jockey-Club, Darara (Prix Vermeille), l'impressionnant allemand Acatenango, invaincu depuis deux ans, ou encore les duettistes Shardari et Shahrastani. Monté par Pat Eddery, Dancing Brave comme à son habitude reste à l'arrière du peloton et surgit dans la ligne droite. Il place une fantastique accélération tout en dehors, bouclant ses derniers 200 m en 10"80 pour passer en revue tous ses adversaires et s'imposer en quelques foulées. Bering est deuxième devant Triptych et Shahrastani. La démonstration est éclatante, d'autant que le record de la course tombe : 2'27"70 (record battu à nouveau l'année suivante par Trempolino). Cette performance vaut à Dancing Brave d'être comparé aux plus grands : Sea Bird, Nijinsky, Ribot et autres Mill Reef.
Malheureusement, le poulain, lauréat de huit de ses neuf courses, rate ses adieux. Envoyé disputer la Breeders' Cup Turf à l'issue d'une saison chargée, il semble désorienté par la configuration de la piste (les tournants très serrés), est blessé à l’œil par la projection d'une motte de gazon, et termine seulement quatrième derrière Manila et Theatrical. Pour sa performance dans l'Arc, Timeform lui décerne un rating exceptionnel de 140, soit l'un des dix plus hauts jamais attribués. Il faut dire qu'il a écrasé une génération de rêve, dont, sans lui, Bering (Timeform : 136) ou Shahrastani (Timeform : 135) auraient fait de très beaux leaders. Naturellement, Dancing Brave est élu cheval de l'année en Angleterre. À l'unanimité, ce qui n'était jamais arrivé depuis le grand Brigadier Gerard en 1972. En 2022, il est admis au Hall of Fame des courses britanniques.

### Résumé de carrière
| Date         | Hippodrome  | Pays        | Course                                  | Statut      | Distance    | Jockey      | Place       | Écart       | Vainqueur ou deuxième |
| 1985, 2 ans  | 1985, 2 ans | 1985, 2 ans | 1985, 2 ans                             | 1985, 2 ans | 1985, 2 ans | 1985, 2 ans | 1985, 2 ans | 1985, 2 ans | 1985, 2 ans           |
| ------------ | ----------- | ----------- | --------------------------------------- | ----------- | ----------- | ----------- | ----------- | ----------- | --------------------- |
| 14 octobre   | Sandown     | Royaume-Uni | Dorkin Stakes                           | maiden      | 1 600 m     | G. Starkey  | 1er / 4     | 3           | Mighty Memory         |
| 1er novembre | Newmarket   | Royaume-Uni | Soham House Stakes                      |             | 1 600 m     | G. Starkey  | 1er / 11    | 2 ½         | Northern Amethyst     |
| 1986, 3 ans  |             |             |                                         |             |             |             |             |             |                       |
| 17 avril     | Newmarket   | Royaume-Uni | Craven Stakes                           | Gr. 3       | 1 600 m     | G. Starkey  | 1er / 11    | 1           | Faraway Dancer        |
| 3 mai        | Newmarket   | Royaume-Uni | 2000 Guinées                            | Gr. 1       | 1 600 m     | G. Starkey  | 1er / 15    | 3           | Green Desert          |
| 4 juin       | Epsom       | Royaume-Uni | Derby                                   | Gr. 1       | 2 400 m     | G. Starkey  | 2e / 17     | 1/2         | Shahrastani           |
| 7 juillet    | Sandown     | Royaume-Uni | Eclipse Stakes                          | Gr. 1       | 2 000 m     | G. Starkey  | 1er / 8     | 4           | Triptych              |
| 26 juillet   | Ascot       | Royaume-Uni | King George VI & Queen Elizabeth II St. | Gr. 1       | 2 400 m     | P. Eddery   | 1er / 9     | 3/4         | Shardari              |
| 12 septembre | Goodwood    | Royaume-Uni | Select Stakes                           | Gr. 3       | 2 000 m     | G. Starkey  | 1er / 10    | 10          | Ozopulmin             |
| 5 octobre    | Longchamp   | France      | Prix de l'Arc de Triomphe               | Gr. 1       | 2 400 m     | P. Eddery   | 1er / 15    | 1 ½         | Bering                |
| 1er novembre | Santa Anita | États-Unis  | Breeders' Cup Turf                      | Gr. 1       | 2 400 m     | P. Eddery   | 4e / 9      |             | Manila                |

## Au haras
Pour 14 millions de Livres sterling, le haras de Dalham Hall Stud, à Newmarket, s'offre les services du jeune étalon. Dancing Brave y donne un Derby winner, Commander in Chief, mais aussi White Muzzle (Derby Italien, 2e de l'Arc et des King George) ou encore Wemyss Bight (Irish Oaks). Mais ces succès de reproducteurs arrivent trop tard pour maintenir le standing du cheval, considéré comme un semi-déception. Il est exporté au Japon en 1991 pour 3 millions de livres, et s'y avère finalement un bon étalon, et un bon père de mères (il est notamment celui de l'excellent sire Oasis Dream). Dancing Brave demeure sur l'archipel jusqu'à sa mort en 1999, consécutive à des problèmes cardiaques.

## Origines
On ne présente plus Lyphard, le père de Dancing Brave, l'un des meilleurs continuateurs de Northern Dancer, père d'un autre vainqueur d'Arc, la jument Three Troikas, mais aussi des champions Manila, Pharly ou Dancing Maid. 
Navajo Princess fut une bonne compétitrice outre-Atlantique, s'imposant dans le Molly Pitcher Handicap (Gr.2) et le Falls City Handicap (Gr.3), et prenant plusieurs place à ce niveau. C'est une fille de Drone, modeste compétiteur mais formidable père de mères installé à Claiborne Farm, dont les filles ont donné entre autres deux vainqueurs de Kentucky Derby, Grindstone et Charismatic. Juddmonte Farms a acquis Navajo Princess après l'éclosion de Dancing Brave et la jument, de nouveau présentée à Lyphard, a justifié l'investissement en donnant une autre vraie championne, la Française Jolypha, autrice du doublé Prix de Diane / Prix Vermeille et remarquable troisième de la Breeders' Cup Classic d'A.P. Indy en 1992.  

### Pedigree
| Origines de Dancing Brave (USA), mâle alezan né en 1986 | Origines de Dancing Brave (USA), mâle alezan né en 1986 | Origines de Dancing Brave (USA), mâle alezan né en 1986 | Origines de Dancing Brave (USA), mâle alezan né en 1986 |
| ------------------------------------------------------- | ------------------------------------------------------- | ------------------------------------------------------- | ------------------------------------------------------- |
| Père Lyphard                                            | Northern Dancer                                         | Nearctic                                                | Nearco                                                  |
| Père Lyphard                                            | Northern Dancer                                         | Nearctic                                                | Lady Angela                                             |
| Père Lyphard                                            | Northern Dancer                                         | Natalma                                                 | Native Dancer                                           |
| Père Lyphard                                            | Northern Dancer                                         | Natalma                                                 | Almahmoud                                               |
| Père Lyphard                                            | Goofed                                                  | Court Martial                                           | Fair Trial                                              |
| Père Lyphard                                            | Goofed                                                  | Court Martial                                           | Instantaneous                                           |
| Père Lyphard                                            | Goofed                                                  | Barra                                                   | Formor                                                  |
| Père Lyphard                                            | Goofed                                                  | Barra                                                   | La Favorite                                             |
| Mère Navajo Princess                                    | Drone                                                   | Sir Gaylord                                             | Turn-To                                                 |
| Mère Navajo Princess                                    | Drone                                                   | Sir Gaylord                                             | Somethingroyal                                          |
| Mère Navajo Princess                                    | Drone                                                   | Cap and Bells                                           | Tom Fool                                                |
| Mère Navajo Princess                                    | Drone                                                   | Cap and Bells                                           | Ghanzi                                                  |
| Mère Navajo Princess                                    | Olmec                                                   | Pago Pago                                               | Matrice                                                 |
| Mère Navajo Princess                                    | Olmec                                                   | Pago Pago                                               | Pompilia                                                |
| Mère Navajo Princess                                    | Olmec                                                   | Chocolate Beau                                          | Beau Max                                                |
| Mère Navajo Princess                                    | Olmec                                                   | Chocolate Beau                                          | Otra (famille 3-d)                                      |

## Dans la culture
Dancing Brave a inspiré une chanson de Michel Berger interprétée par France Gall sur l'album Babacar sorti en 1987.